# Méjannes-le-Clap
Méjannes-le-Clap è un comune francese di 529 abitanti situato nel dipartimento del Gard, nella regione dell'Occitania.

## Società

### Evoluzione demografica
Abitanti censiti